# كيت ويلهلم
كيت ويلهلم (بالإنجليزية: Kate Wilhelm)‏‏ (8 يونيو 1928 في توليدو، أوهايو - 8 مارس 2018 في يوجين، أوريغون) كاتِبة، وروائية، وناقدة أدبية، وكاتبة خيال علمي من الولايات المتحدة.

## الجوائز
- جائزة نابيولا لأفضل قصة قصيرة  [لغات أخرى]‏
- جائزة لوكوس لأفضل رواية [الإنجليزية]‏
- جائزة هوغو لأفضل رواية
- جائزة نيبولا لأفضل رواية قصيرة [الإنجليزية]‏
- جائزة نابيولا لأفضل قصة قصيرة  [لغات أخرى]‏
- جائزة هوغو لأفضل الأعمال ذات الصلة
- عضوية قاعة مشاهير الخيال العلمي والفانتازيا  [لغات أخرى]‏

## روابط خارجية
- كيت ويلهلم على موقع IMDb (الإنجليزية)